# شيلينغتون (بيدفوردشير)
شيلينغتون (بالإنجليزية: Shillington, Bedfordshire)‏ هي قرية و أبرشية مدنية تقع في المملكة المتحدة في إنجلترا.  يقدر عدد سكانها بـ 1,831 نسمة .